# 1145 w polityce

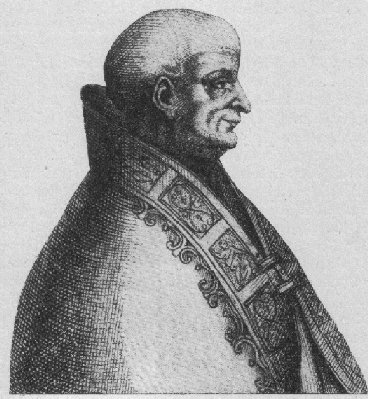
Lucjusz II

Wydarzenia polityczne w 1145 roku.

## Wydarzenia
- Początek pontyfikatu Eugeniusza III (do 1153)[1].

## Zmarli
- 15 lutego Lucjusz II, papież[2].